# Георги Н. Киров
Георги Николов Киров е български културен деятел, поет и сценарист.
Георги Киров е поет, свързан с житейския път и лиричното творчество на Димчо Дебелянов. На 15 август 2008 г. по повод на 50 години от откриването (5 октомври 1958) на къщата музей „Димчо Дебелянов“, храмовия празник на църквата Успение Богородично се провежда първото тържествено връчване на Националната литературна награда „Димчо Дебелянов“. На това събитие е представена пред любителите на творчеството на бележития копривщенец книгата „Обсебен“ с есета и стихове за Дебелянов от Георги Киров. След обсъжданията се извива дълга опашка за автографи. Бардът Бойко Георгиев изпълнява песни по стихове на Димчо и Киров.
На следващия ден вечерта поетичните празници в музея продължават с изпълнение на артистите Георги Гайтанеков и Деньо Чобанов като част от музикално-поетичния спектакъл „Димчо Дебелянов – европейският поет на България“ по сценарий на Киров, който обябява носителя на нарадата за 2008 г.
Георги Н. Киров е един от инициаторите на възраждането на Димчовите поетични празници в родния град на поета – град Копривщица. Той е и първият носител на наградата „Димчо Дебелянов“ през 2004 г. През 2016 г. той е сред лекторите по време на честванията на сто години от безсмъртието на поета подпоручик Димчо Дебелянов.

## Стихосбирки
- Киров, Георги Н. Рицарят на прекрасната дама.   2005. с. 64. Архив на оригинала от 2024-06-19 в Wayback Machine.
- Киров, Георги Н. Обсебен.   София, Молекс, 2007. ISBN 978-954-92028-1-6. с. 110.
- Киров, Георги Н. Да се завърнеш....   София, Симелпрес, 2012. ISBN 9789542918578. с. 244.